# John E. Sununu
John Edward Sununu, né le 10 septembre 1964 à Boston, est un homme politique américain, membre du Parti républicain et sénateur du New Hampshire au Congrès des États-Unis de 2003 à 2009. Il est le fils de l'ancien gouverneur de l'État, John H. Sununu.
Diplômé de l'institut de technologie du Massachusetts en 1987 et de l'université d'Harvard en 1991, il commence sa carrière professionnelle dans l'industrie de la haute technologie. Marié, il est père de trois enfants.
En 1996, il rejoint la politique en se faisant élire à la Chambre des représentants des États-Unis et réélire en 1998 et 2000 en tant que représentant du 1e district du New Hampshire.
En 2002, âgé de 38 ans, il est élu au Sénat des États-Unis après avoir défait lors des primaires le sénateur sortant républicain, Bob Smith puis la gouverneure démocrate Jeanne Shaheen. En novembre 2008, cette dernière prend sa revanche en battant Sununu avec plus de 55 % des voix.
En 2018, il est reconnu par le New York Times,,comme l'homme qui a empêché le monde d'agir contre le réchauffement climatique.